# Pachnephorus fulvus
Pachnephorus fulvus – gatunek chrząszcza z rodziny stonkowatych i podrodziny szczerotków. Zamieszkuje Azję Środkową.
Gatunek ten opisany został po raz pierwszy w 1976 roku przez Igora Łopatina.
Chrząszcz o ciele długości około 3 mm. Ubarwienie ma czerwonawożółte. Przedplecze ma całkowicie obrzeżone krawędzie boczne. Pokrywy mają międzyrzędy gęsto i bezładnie punktowane, a punkty w rzędach równie drobne jak na międzyrzędach. Srebrzystobiałe łuski na szczycie pokryw są małe i mocno zagęszczone.
Owad palearktyczny, środkowoazjatycki, znany tylko z Uzbekistanu.